# XPANDコード
XPANDコード（エクスパンドコード）とは、細長いデザインで、案内表示板などに利用することを目的としたバーコードの一種である。
鉄道駅発車標デザインなどを手掛ける銀座交通デザイン社合資会社が2016年に提供開始、XPAND株式会社に業務を移管した。
鉄道駅発車標の多言語化などを目的に開発したものであるため、美観を損ねず、離れた位置から読み取れることが特長である。埼玉県にある埼玉スタジアム2002での読取り試験では、iOS版アプリを使って最大215mの読取りに成功している。